# Homenatge a València
La Festa per la Cultura. Homenatge a València va ser una celebració organitzada per Acció Cultural del País Valencià el dissabte 23 d'abril de 2016 després de la manifestació per la Diada del 25 d'abril, i que va reunir milers de persones a la Plaça de Bous de València. La convocatòria era la primera vegada després de setze anys que s'organitzava una activitat d'estes característiques a la Plaça de Bous, ja que anteriorment havia comptat amb l'oposició del Partit Popular, que havia denegat reiteradament els permisos per a organitzar-ne.

## Desenvolupament de l'acte
Després del canvi de govern sorgit de les Eleccions a les Corts Valencianes de 2015, ACPV va poder organitzar l'acte, el qual comptà amb l'actuació de cantants i grups de música valencians, catalans i menorquins (en cartell, Al Tall, Pau Alabajos, Feliu Ventura, Lluís Llach, Carles Belda i Amadeu Vidal, Clara Andrés, Prozak Soup, Rafa Xambó, Smoking Souls, Mireia Vives, La Gossa Sorda en acústic, Cris Juanico, Andreu Valor, Carraixet, Candela Roots, Miquel Gil, Tomàs de los Santos, Ovidi3, Carles Santos, Sva-ters, Sèrman Mànser, Aspencat en acústic, Senior i el Cor Brutal i Skatuttipresto), danses tradicionals i va comptar amb el suport institucional dels governs de Catalunya i les Balears, com també dels ajuntaments de València, Alacant, Castelló de la Plana, Vila-real, la Vall d'Uixó i Almassora, les cinc universitats públiques valencianes i la Diputació de València. Durant la celebració hi hagué sengles homenatges a Guillem Agulló i Muriel Casals.

## Debat
La matinada del 24 d'abril, el cantant de Senior Miquel Landete obrí un debat al voltant de la nòmina de participants en l'acte en escriure en el seu mur de Facebook:
| « | A vore, necessite que algú m'ho explique. De què anava lo de la plaça de bous de hui? Un homenatge a València. OK. Però en què consistia eixe homenatge? En posar en relleu una vertebració cultural/musical d'un nou País Valencià o de fer un remember de contra el PP lluitàvem millor? On estaven Mai Mai, Tardor, Mi Sostingut, Gener, ESIR, Mox Nox, Geografies, Ona Nua, Inèrcia, Júlia, Deliri, Novembre Elèctric, We Are Not Brothers, Mox i tants altres? On està la nova sang que ha de seguir la lluita? On està la joventut? On està la innocència? On està la il·lusió de treballar per allò que consideres plenament teu i no una herència del passat? On està la separació de l'obvietat política i el discurs musical? On estan els nous referents? ON ESTÀ EL FUTUR? | » |

Entre més usuaris de Facebook que comentaren la publicació hi hagué participants en la festa com Alabajos, Valor o Ventura i altres músics com Carles Chiner, Eva Dénia, Néstor Mir o membres d'Arthur Caravan, Gàtaca i Mai Mai; en el fil es qüestionava no només la política d'Acció Cultural respecte a la contractació d'artistes, sinó també el paper d'Escola Valenciana, el Col·lectiu Ovidi Montllor o les institucions públiques. El debat resultant fon un dels prolegòmens que conduïren a la creació del Sindicat de la Música Valenciana un any després.